# Sender Hochries
Der Sender Hochries der Deutschen Telekom AG befindet sich auf 1561 m ü. NN auf dem Gipfelhaus der Hochries-Seilbahn im Landkreis Rosenheim.

## Reichweite des Senders
Als einzige Frequenz wird zurzeit die 107,7 MHz von Antenne Bayern ausgestrahlt (Sendeleistung: 50 kW ERP).
Der Sender versorgt weite Teile von Oberbayern, Bayerisch-Schwaben sowie das östliche und mittlere Niederbayern, Oberösterreich und Salzburg. Die zentrale Empfangsregion ist aber die Gegend um Rosenheim, Traunstein, sowie das westliche Chiemgau und das obere und mittlere Inntal, ebenso die Gegend um Miesbach, sowie das Mangfall- und das Leitzachtal. Auf der A 8 von München nach Salzburg ist der Sender mit Ausnahme des östlichen Abschnitts ab Traunstein/Siegsdorf fast durchgängig zu empfangen. In weiterer Folge auf österreichischer Seite auf der A 1 Westautobahn in Richtung Wien nur bis ca. Knoten Voralpenkreuz/Sattledt wegen Gleichkanalkollision mit einem lokalen Privatradio-Füllsender in Steyr, wobei die echte technische Reichweite weit über Linz hinaus bis ins untere Mühlviertel gehen würde.

### Analoges Radio (UKW)
In UKW werden folgende Programme ausgestrahlt:
| Frequenz (in MHz) | Programm       | RDS PS   | Regionalisierung | ERP (in kW) | Antennendiagramm rund (ND)/gerichtet (D) | Polarisation horizontal (H)/vertikal (V) |
| ----------------- | -------------- | -------- | ---------------- | ----------- | ---------------------------------------- | ---------------------------------------- |
| 107,70            | Antenne Bayern | ANTENNE_ | -                | 50          | D (250°-110°)                            | H                                        |

## Relaisstation
Die Sendeanlage Hochries dient als 4-m-Band Relaisstation für den Rettungsdienstkanal der Integrierten Leitstelle Erding (ILS Erding). Der Leitstellenbereich erstreckt sich über die Landkreise Erding, Freising und Ebersberg. Die südliche Grenze des Bereiches (Grenze des Landkreises Ebersberg zum Landkreis Rosenheim) ist von der Sendeanlage ca. 30 km entfernt, die nördliche Grenze (Landkreis Freising an der Grenze zu Mainburg im Landkreis Kelheim) ca. 100 km. Problem der Sendeanlage ist, dass Teile des östlichen Landkreis Erding nicht abgedeckt werden.
Des Weiteren befindet sich auf der Hochries eine Relaisstation für den Feuerwehrkanal der ILS Rosenheim
Ebenso wird auf diesem Masten das Amateurfunkrelais DB0TR 70 cm auf 438.700 MHz mit 10 Watt betrieben. Auch ist dort ein ATV-Amateurfunkfernsehsender-Relais das knapp unterhalb der ASTRA-Sat-Frequenz analog sendet. Auf 144.800 MHz sendet eine APRS-Station die GPS-Standortdaten von Fahrzeugen der Funkamateure übermittelt.